# Село Каленићи, борци пали у ратовима од 1912. до 1918. године
Списак бораца из села Каленићи, Општина Пожега, погинулих и умрлих у Балканским и Првом светском рату преузет је из књиге „Пожега и околина”, објављене 1978. године.
Подаци за подручје Пожеге прикупљани су у периоду 1976–1977. године преко матичних књига умрлих, спомен-плоча, крајпуташа, као и разговора са преживелим борцима и појединим грађанима који су по сећању могли да дају податке, уз напомену да спискови могуће да нису потпуни, због временске дистанце и недостатка поузданих извора.

## Списак
1. Аврамовић Стеван
2. Алексић Милорад
3. Алексић Веселин
4. Алексић Саво
5. Алексић Јоксим
6. Бонџулић Раденко
7. Бонџулић Обрад
8. Бонџулић Ивко
9. Бонџулић Драгиша
10. Бонџулић Момир
11. Васиљевић Анђелко
12. Драгутиновић Драгутин
13. Драгутиновић Милета
14. Драгутиновић Ратко
15. Драгутиновић Јован
16. Драгутиновић Рајко
17. Драгутиновић Вићентије
18. Драгутиновић Иван
19. Драгутиновић Станимир
20. Драгутиновић Милисав
21. Драгутиновић Радомир
22. Драгутиновић Петроније
23. Драгутиновић Живан
24. Драгутиновић Ивко
25. Драгутиновић Велимир
26. Драгутиновић Мирко
27. Ђурић Живан
28. Ђурић Милија
29. Ђурић Спасоје
30. Ђурић Драгољуб
31. Ђурић Радован
32. Јакшић Стојанс
33. Јакшић Гојко
34. Марковић Јован
35. Марковић Радосав
36. Миловановић Михаило
37. Мићовић Светозар
38. Мићовић Стојан
39. Мићовић ЈБубомир
40. Мићовић Лука
41. Пејић Витомир
42. Филиповић Миливоје
43. Филиповић Обрен
44. Филиповић Радоје
45. Филиповић Милосав
46. Шљивић Владимир
47. Штуловић Радомир
48. Штуловић Живко
49. Штуловић Маринко
50. Штуловић Драгутин[1]